# Кунене (Намибия)
Кунене (англ. Kunene Region) — является одной из 14 административных областей Намибии и расположена на её крайнем северо-западе. Площадь составляет 115 293 км². Численность населения 86 856 человек (на 2011 год). Административный центр области — город Опуво. Другие крупные города — Кхорихас, Оучо.

## География
На севере области проходит государственная граница между Намибией и Анголой, на западе её территория омывается водами Атлантического океана, на востоке область Кунене выходит к национальному парку Этоша. Своё название область Кунене (как и ангольская провинция Кунене) получила по пограничной между двумя странами реке Кунене.
Атлантическое побережье, которое начинается на севере от дельты реки Кунене, является частью Берега Скелетов. Далее, вглубь континента лежит пустыня Намиб. Близ границы с Анголой, на территории Кунене находятся горы Гартмана и горы Джуберта.

## Население
Область населяют преимущественно представители народов гереро и химба.

## Административное деление
Административно область Кунене подразделяется на 7 избирательных районов:
- Epupa
- Kamanjab
- Khorixas
- Opuwo Rural
- Opuwo Urban
- Outjo
- Sesfontein